# Die bewohnte Insel
Die bewohnte Insel (russisch Обитаемый остров Obitajemy ostrow) ist ein Science-Fiction-Roman von Arkadi und Boris Strugazki. Er erschien 1969 im Original in russischer Sprache und bildet den ersten Teil der dreiteiligen Maxim-Kammerer-Reihe.

## Inhalt
Der junge Maxim Kammerer ist Mitglied der Gruppe „Freie Suche“, die auf eigene Faust fremde Planeten erkundet. In der Fiktion dieses Romans ist der Mensch in der Lage, selbst größte Distanzen im Raum zu überwinden. Somit sind der Menschheit zahlreiche außerirdische Spezies bekannt. Beim Anflug auf einen fremden Planeten wird Maxims Raumgleiter schwer beschädigt, durch einen Meteoriten, vermutet Maxim; er muss notlanden. Zu seinem Glück trifft er auf der Oberfläche eine lebensfreundliche Umwelt an und verlässt sein beschädigtes Raumgefährt. Als er seine nähere Umgebung erkundet, zerstören Unbekannte seinen Raumgleiter: Maxim ist vom Kontakt zu seiner Heimatwelt abgeschnitten, wie Robinson auf seiner Insel. Allerdings ist seine Insel bewohnt. Maxim sucht Kontakt zu den Einheimischen des Planeten mit Namen „Sarraksch“ und wird von Bewaffneten festgenommen. Erste Versuche der Verständigung führen dazu, dass man ihn für einen Verrückten hält. Die Bewohner der Welt Sarraksch können infolge atmosphärischer Besonderheiten keinen Sternenhimmel sehen, wissen daher nichts vom Weltall und anderen Planeten. Nach und nach stellt Maxim fest, dass er in ein von Krieg und Terror zerstörtes Land geraten ist und er immer weiter in einen für ihn fremden Konflikt rutscht. Da er ohne Möglichkeit zur Flucht notgedrungen das Schicksal der Bewohner dieser fremden Welt teilen muss, entschließt er sich, aktiv etwas zu verändern. Maxim erkennt, dass er mit seinen Vorstellungen von Gerechtigkeit und menschlicher Moral brechen muss, will er etwas zum Guten wenden.

## Stil
Die Erzählperspektive im Buch wechselt zwischen Maxim und den Einwohnern des Sarraksch.

## Die Welt des Romans
Der Großteil der Handlung spielt in einem diktatorisch regierten Staat, der nicht nur im Krieg mit mehreren Nachbarstaaten, darunter dem „Inselimperium“ der „weißen Submariner“ steht, sondern auch eine Ausrottung genetisch veränderter Nachkommen der verstrahlten Atomkriegsopfer betreibt. Der Lebensalltag der Bewohner ist geprägt von Lasten und Gefahren aus vergangenen Kriegen sowie steter Armut und Entmündigung. Unter Kontrolle gehalten wird die Bevölkerung von einer anonymen Clique von Diktatoren, die die Bevölkerung mittels bewusstseinsverändernder Strahlung und brutaler Polizeigewalt kontrolliert und erbarmungslos gegen eine Minderheit vorgeht, die gegen die Strahlen immun ist.
Der Roman spielt in der „Welt des Mittags“, wie die meisten Bücher der Strugazkis. An verschiedenen Stellen wird klar, dass Maxim Kammerer einer Erde entstammt, die nach kommunistischen Grundsätzen funktioniert. So isst er beispielsweise in einem Gasthaus, ohne über funktionierende Zahlungsmittel zu verfügen, und ist verwundert über den Ärger der Besitzer angesichts seiner Zechprellerei. Der diktatorische Missstand auf dem Sarraksch bildet hierzu den krassen Gegenpol, hier existieren Verfeindung untereinander und besitzgesteuerter Eigensinn.
Maxim erkennt am Schluss des Buches, dass das Kontrollzentrum der Strahlentürme – von den Machthabern als „Raketenabwehrtürme“ gegen feindliche Angriffe verklärt –  die Bevölkerungsmehrheit daran hindert, ihre eigene Lage zu reflektieren und gegen die Diktatoren vorzugehen.

## Zwei Fassungen
Es existieren zwei deutsche Übersetzungen der „Bewohnten Insel“ mit gleichem Titel. 1969 erschien die erste Übersetzung, die auf einem Zeitschriftenvorabdruck beruhte und um mehrere Kapitel gekürzt war. Erkennbar ist diese Fassung daran, dass hier Maxim Kammerer noch Maxim Rostislawski heißt. (Diese Übersetzung ist z. B. 1982 im Ullstein Taschenbuch Verlag erschienen.) Nach Meinung des Strugatzki-Kenners Erik Simon ist dies die wesentlich schwächere Fassung.

## Sonstiges
- Die überarbeitete und vervollständigte Ausgabe von 1971 wurde von Erika Pietraß übersetzt und erschien erstmals 1982 im Verlag Das Neue Berlin (DDR).
- Der Roman erschien in deutscher Sprache auch 1972 in einer Übersetzung von Hermann Buchner beim Marion von Schröder Verlag (BRD).
- Eine vollständige Version des Romanes (und der gesamten Trilogie) erschien 2010 als erster Band der Gesammelten Werke im Heyne Verlag, von Erik Simon überarbeitet und ergänzt, mit einem Vorwort von Dmitri Gluchowski und zahlreichen Anmerkungen (ISBN 978-3-453-52630-3).
- Parallel dazu erscheint eine in Leinen oder Leder gebundene Liebhaberausgabe derselben Edition in limitierter Auflage im Golkonda-Verlag (ISBN 978-3-942396-06-6).

## Verfilmung
2008 erschien eine aufwändige zweiteilige Verfilmung des Romans unter der Regie von Fjodor Bondartschuk, die sich eng an die literarische Vorlage hält. Dark Planet: The Inhabited Island wurde mit 30 Millionen US-Dollar Kosten als bis dahin teuerster russischer Film produziert. Außerhalb Russlands wird er unter dem Titel Dark Planet vertrieben. Es gibt eine sehr stark zusammengeschnittene 120-Minuten-Version (Dark Planet: Prisoners of Power) und eine Ausgabe mit dem kompletten Film von 220 Minuten (Dark Planet: The Inhabited Island + Rebellion).